# Patrick Helmes
Patrick Helmes (Colônia, 1 de março de 1984) é um ex futebolista alemão que atuava como atacante.